# Dornelas (Silleda)
Dornelas (oficialmente San Martiño de Dornelas) es una parroquia española del municipio pontevedrés de Silleda, en la comunidad autónoma de Galicia.

## Historia
Hacia mediados del siglo XIX, la parroquia tenía contabilizada una población de 350 habitantes. Aparece descrita en el séptimo volumen del Diccionario geográfico-estadístico-histórico de España y sus posesiones de Ultramar de Pascual Madoz con las siguientes palabras:

DORNELAS (San Martin): felig. en la prov. de Pontevedra (8 leg.), part. jud. de Lalin (2), dióc. de Santiago (5 1/2), ayunt. de Chapa. sit. á la izq. del r. Deza con libre ventilacion, y clima templado y sano. Tiene unas 70 casas distribuidas en las ald. de Aguacai, Dornelas, Marcon, Portiño, Resedo y Zanca. La igl. parr. (San Martin), está servida por un cura de provision en concurso. Confina el térm. con las felig. de Cira y Piñeiro. El terreno participa de monte y llano, encontrándose en él escelente serpentina con alguna mezcla de anfibólito y amianto. En la parte inculta hay robles, castaños, pinos y otros árboles á propósito para construccion y combustible. Los caminos son locales y en mal estado; el correo se recibe en la cap. del ayunt. prod.: cereales, legumbres, hortaliza, vino, frutas y pastos: hay caza y pesca de distintas clases. pobl.: 74 vec., 350 alm. contr.: con su ayunt. (V.)
(Madoz, 1847, p. 410)

En la actualidad, pertenece al municipio de Silleda. En 2022, tenía empadronados 124 habitantes.